# Prosopis caldenia
Prosopis caldenia és una espècie d'arbre que és planta nativa de l'Argentina. Prospera en sòls sorrencs i tolera la secada amb unes arrels molt profundes. El seu fruit és comestible i s'acostuma ausar com a farratge.